# Avivim
Avivim (hebrejsky אֲבִיבִים, v oficiálním přepisu do angličtiny Avivim) je vesnice typu mošav v Izraeli, v Severním distriktu, v Oblastní radě Merom ha-Galil.

## Geografie
Leží v nadmořské výšce 776 metrů v kopcích Horní Galileji, přímo na hranicích s Libanonem. Vesnice se nachází na náhorní plošině přecházející plynule do Libanonu, zatímco od izraelského vnitrozemí ji odděluje hluboké údolí, jímž protéká vádí Nachal Aviv, jež pak vtéká do Nachal Dišon a směřuje k řece Jordán. Východně od obce leží bezlesá vyvýšenina Har Avivim dosahující nadmořské výšky okolo 860 metrů, která přesahuje do Libanonu. Ta je na jižní straně ohraničena údolím Nachal Dišon, nad nímž se jako její boční vrchol tyčí vrch Har Dišon.
Mošav je situován cca 10 kilometrů na západ od údolí Jordánu, konkrétně od Chulského údolí, cca 130 kilometrů severovýchodně od centra Tel Avivu, cca 55 kilometrů severovýchodně od centra Haify a 13 kilometrů severně od Safedu. Avivim obývají Židé, přičemž osídlení v tomto regionu je etnicky převážně židovské. Pouze 4 kilometry na jih leží vesnice Richanija, kterou obývají izraelští Čerkesové.
Obec je na dopravní síť napojena pomocí lokální silnice číslo 899, která sleduje izraelsko-libanonské hranice.

## Dějiny
Vesnice byla založena roku 1960. Podle jiného zdroje došlo k založení již roku 1958. Pak ale byla opuštěna a znovu osídlena až roku 1962 (uváděno též roku 1963) židovskými přistěhovalci ze severní Afriky. Blízkost libanonské hranice byla opakovaně příčinou zhoršení bezpečnostní situace. V květnu 1970 zaútočili teroristé bazukou na školní autobus vypravený z Avivim do školy v nedalekém Dovevu. Zabili čtyři dospělé a osm dětí. Podle jiného zdroje padlo za oběť dokonce devět dětí a jen tři dospělí. 24 osob bylo při útoku zraněno. V květnu 1975 byl mošav terčem ostřelování raketami Kaťuša z Libanonu.
Místní ekonomika je založena na zemědělství (rostlinná výroba a chov drůbeže). Část obyvatel dojíží za prací. V Avivim je k dispozici zařízení předškolní péče o děti. Základní škola je v kibucu Sasa. Obec plánuje stavební expanzi a nabízí 50 pozemků k výstavbě rodinných domů.

## Demografie
Obyvatelstvo je sekulární. Podle údajů z roku 2014 tvořili populaci v Avivim Židé (včetně statistické kategorie "ostatní", která zahrnuje nearabské obyvatele židovského původu ale bez formální příslušnosti k židovskému náboženství).
Jde o menší sídlo vesnického typu s dlouhodobě rostoucím počtem obyvatel. K 31. prosinci 2014 zde žilo 497 lidí. Během roku 2014 populace stoupla o 2,1 %.
| Rok            | 1961 | 1972 | 1983 | 1995 | 2001 | 2003 | 2004 | 2005 | 2006 | 2007 | 2008 | 2009 | 2010 | 2011 | 2012 | 2013 | 2014 |
| -------------- | ---- | ---- | ---- | ---- | ---- | ---- | ---- | ---- | ---- | ---- | ---- | ---- | ---- | ---- | ---- | ---- | ---- |
| Počet obyvatel | 94   | 256  | 316  | 352  | 431  | 442  | 443  | 442  | 439  | 439  | 450  | 467  | 464  | 458  | 481  | 487  | 497  |